# شبكة (ترتيب)

شبكة مرتبة جزئيا بقواسم العدد 60.

الشَبَكة أو الشَبِيكة (بالإنجليزية: Lattice)‏ هي بنية مجردة تُدْرَسُ في فرعي الرياضيات: نظرية الترتيب والجبر المجرد. تتكون من مجموعة مرتبة جزئيا يكون فيها لكل عنصرين أصغر حد علوي [الإنجليزية] فريد (يعرف كذلك بالحد الأعلى الأدنى)، وأكبر حد سفلي فريد. من الأمثلة الأعداد الطبيعية، فهي مرتبة جزئيا بواسطة قابلية القسمة، فيكون فيها العظوم الفريد هو المضاعف المشترك الأصغر والحد الأدنى الأعلى هو القاسم المشترك الأكبر.
يمكن أن توصف الشبكات كذلك على أنها بنيات جبرية تحقق بعض المتطابقات البديهية. بما أن التعريفان متماثلان فإن نظرية الشبكة تعتمد على نظرية الترتيب والجبر الشامل. أنصاف الشبكات [الإنجليزية] جزء من الشبكات والتي بدورها تشمل جبر هيتنج وبوليان.